# Сологамія
Сологамія або автогамія — шлюб людини з собою. Прихильники практики стверджують, що вона підтверджує власну цінність і веде до щасливішого життя. Критики стверджують, що ця практика не є юридично обов'язковою, на відміну від традиційного шлюбу, а також вкорінена в нарцисизмі та самозвеличенні.
Альтернативний термін — самостійний шлюб або самоцест (selfcest), але це також може стосуватися шлюбу, що об'єднується самостійно, тобто шлюбу без офіційної особи.

## Церемонії
Церемонії самостійного одруження можуть мати майже таку ж форму, як і традиційне одруження, яке включає гостей, торт і прийом. Деякі програми самостійного одруження включають надання вказівок, практики та підтримки до шлюбу.
Самостійний шлюб стає все більш популярним у ХХІ столітті, особливо серед заможних жінок. Станом на  2014 рік, туристичне агентство в Кіото пропонує пакети самостійних шлюбів для жінок, де деякі клієнти були дружинами, які були незадоволені своїм оригінальним весіллям. Деякі медіа також повідомляли про самостійне одруження британської фотографині у 2014 році та італійської фітнес-тренерки у 2017 році У червні 2022 року Кшама Бінду, індіанка з Гуджарату, вийшла заміж за себе, дотримуючись усіх ритуалів і звичаїв традиційного індуїстського весілля. Це було відзначено як перша сологамія Індії. Вона назвала себе бісексуалкою, і причина її шлюбу полягає в тому, що вона завжди хотіла бути нареченою, але не дружиною.
У липні 2023 року італійська художниця Елена Кетра представила цифровий перформанс Sologamy.org на міжнародному попередньому показі в Римі, представленому Fondazione Solares delle Arti. Вперше всі люди могли одружитися онлайн, ввівши свої дані на сенсорному екрані та «на підставі мистецтва та любові», також маючи безкоштовний сертифікат, що засвідчує їх сологамний шлюб.

## У художній літературі
Кілька телесеріалів показали героїв, які одружилися самі. Серед них Сью Сильвестр у Хорі, Керрі Бредшоу в Сексі і місті, Голлі Франклін у 4 сезоні Колишніх, чоловік середнього віку в Джемі, Рудий хлопець в епізоді Comet! Му та Ципа та Рона Джефферсон у Лікарях. У Валері Пітман, також із Лікарів, була сюжетна лінія, у якій вона виходить заміж за себе.
Сологамія є темою відзначеного нагородами британського короткометражного комедійного фільму 2010 року «Чоловік, який сам себе одружив», заснованого на оповіданні Чарлі Фіша, яке було вперше опубліковано в 1999 році.
У фільмі Бена Стіллера Зразковий самець 2 2016 року трансгендерна модель Олл (у виконанні Бенедикта Камбербетча) вийшла заміж за себе, оскільки сказано, що «в Італії моношлюб нарешті легальний».
Жінка-героїня фільму Ісіара Боллаїна «Весілля Рози» (La boda de Rosa) 2020 року.